# Teofil Olędzki
Teofil Olędzki herbu Rawicz (zm. 1707) – marszałek wołkowyski, działacz polityczny, syn Jerzego, pisarza ziemskiego wołkowyskiego i Justyny z Bychowców, pisarzównej grodzkiej lidzkiej.

## Sprawowane urzędy
- Chorąży wołkowyski 1670–1677
- Podkomorzy wołkowyski 1677–1694
- Wójt wołkowyski 1688–1707
- Marszałek wołkowyski 1694–1707[1][2]

## Poseł na Sejm Rzeczypospolitej Obojga Narodów
- 1668 – z Powiatu Wołkowyskiego
- 1674 – z powiatu wołkowyskiego
- 1676 (sejm koronacyjny[3].)
- sejm zwyczajny 1677 roku z sejmiku wołkowyskiego[4]
- 1685 – z powiatu wołkowyskiego
- 1688 (I) – z powiatu wołkowyskiego
- 1690 – z powiatu wołkowyskiego
- 1693 – z powiatu wołkowyskiego
- 1696 – z powiatu wołkowyskiego
- 1697 – z powiatu wołkowyskiego[5]

## Deputat naTrybunał Główny Wielkiego Księstwa Litewskiego
- 1664 – z powiatu wołkowyskiego
- 1677 – z powiatu wołkowyskiego
- 1692 – z powiatu wołkowyskiego[6]

## Życiorys
Urodził się w rodzinie szlacheckiej wyznania kalwińskiego, osiadłej w powiecie wołkowyskim. Już w 1664 zostaje obrany na deputata do Trybunału Głównego Wielkiego Księstwa Litewskiego. Wielokrotnym posłem na sejmy. Równocześnie był patronem zboru kalwińskiego w Moczulnej i jednym z najwybitniejszych działaczy kalwińskich na terenie Wielkiego Księstwa Litewskiego. Był dyrektorem czterech synodów prowincji litewskiej. Był elektorem Jana III w 1674, jako deputat podpisał jego pacta conventa. Był Marszałkiem Trybunału Głównego Wielkiego Księstwa Litewskiego w 1686 roku. Jako deputat podpisał  pacta conventa Augusta II Mocnego w 1697 roku. Podczas wojny domowej na Litwie opowiedział się przeciwko Sapiehom. Podczas bitwy pod Olkiennikami przewodził szlachcie wołkowyskiej. Był członkiem konfederacji olkienickiej w 1700 roku. Testament sporządził 31 maja 1707 roku. Zmarł przed 23 lipca roku następnego.

## Genealogia
| Krzysztof (zm. 1602) starosta dziacki i żylicki x. Anna Jesman | Krzysztof (zm. 1602) starosta dziacki i żylicki x. Anna Jesman | Krzysztof (zm. 1602) starosta dziacki i żylicki x. Anna Jesman | Krzysztof (zm. 1602) starosta dziacki i żylicki x. Anna Jesman | Krzysztof (zm. 1602) starosta dziacki i żylicki x. Anna Jesman | Krzysztof (zm. 1602) starosta dziacki i żylicki x. Anna Jesman |  |  | Jan (zm. 1649) dziedzic Mścibowa i Kołonny x1. Krystyna Rayska x2. Helena Wołłowicz                   | Jan (zm. 1649) dziedzic Mścibowa i Kołonny x1. Krystyna Rayska x2. Helena Wołłowicz                   | Jan (zm. 1649) dziedzic Mścibowa i Kołonny x1. Krystyna Rayska x2. Helena Wołłowicz                   | Jan (zm. 1649) dziedzic Mścibowa i Kołonny x1. Krystyna Rayska x2. Helena Wołłowicz                   | Jan (zm. 1649) dziedzic Mścibowa i Kołonny x1. Krystyna Rayska x2. Helena Wołłowicz                   | Jan (zm. 1649) dziedzic Mścibowa i Kołonny x1. Krystyna Rayska x2. Helena Wołłowicz                   |  |  | Krzysztof (zm. 1699) pisarz ziemski wołkowyski                                                                                                | Krzysztof (zm. 1699) pisarz ziemski wołkowyski                                                                                                | Krzysztof (zm. 1699) pisarz ziemski wołkowyski                                                                                                | Krzysztof (zm. 1699) pisarz ziemski wołkowyski                                                                                                | Krzysztof (zm. 1699) pisarz ziemski wołkowyski                                                                                                | Krzysztof (zm. 1699) pisarz ziemski wołkowyski                                                                                                |  |  | Krzysztof (zm. 1715) starosta wołkowyski                                | Krzysztof (zm. 1715) starosta wołkowyski                                | Krzysztof (zm. 1715) starosta wołkowyski                                | Krzysztof (zm. 1715) starosta wołkowyski                                | Krzysztof (zm. 1715) starosta wołkowyski                                | Krzysztof (zm. 1715) starosta wołkowyski                                |  |  | Kazimierz starosta żylicki x. Katarzyna Kęsowska                                               | Kazimierz starosta żylicki x. Katarzyna Kęsowska                                               | Kazimierz starosta żylicki x. Katarzyna Kęsowska                                               | Kazimierz starosta żylicki x. Katarzyna Kęsowska                                               | Kazimierz starosta żylicki x. Katarzyna Kęsowska                                               | Kazimierz starosta żylicki x. Katarzyna Kęsowska                                               |
| Krzysztof (zm. 1602) starosta dziacki i żylicki x. Anna Jesman | Krzysztof (zm. 1602) starosta dziacki i żylicki x. Anna Jesman | Krzysztof (zm. 1602) starosta dziacki i żylicki x. Anna Jesman | Krzysztof (zm. 1602) starosta dziacki i żylicki x. Anna Jesman | Krzysztof (zm. 1602) starosta dziacki i żylicki x. Anna Jesman | Krzysztof (zm. 1602) starosta dziacki i żylicki x. Anna Jesman |  |  | Jan (zm. 1649) dziedzic Mścibowa i Kołonny x1. Krystyna Rayska x2. Helena Wołłowicz                   | Jan (zm. 1649) dziedzic Mścibowa i Kołonny x1. Krystyna Rayska x2. Helena Wołłowicz                   | Jan (zm. 1649) dziedzic Mścibowa i Kołonny x1. Krystyna Rayska x2. Helena Wołłowicz                   | Jan (zm. 1649) dziedzic Mścibowa i Kołonny x1. Krystyna Rayska x2. Helena Wołłowicz                   | Jan (zm. 1649) dziedzic Mścibowa i Kołonny x1. Krystyna Rayska x2. Helena Wołłowicz                   | Jan (zm. 1649) dziedzic Mścibowa i Kołonny x1. Krystyna Rayska x2. Helena Wołłowicz                   |  |  | Krzysztof (zm. 1699) pisarz ziemski wołkowyski                                                                                                | Krzysztof (zm. 1699) pisarz ziemski wołkowyski                                                                                                | Krzysztof (zm. 1699) pisarz ziemski wołkowyski                                                                                                | Krzysztof (zm. 1699) pisarz ziemski wołkowyski                                                                                                | Krzysztof (zm. 1699) pisarz ziemski wołkowyski                                                                                                | Krzysztof (zm. 1699) pisarz ziemski wołkowyski                                                                                                |  |  | Krzysztof (zm. 1715) starosta wołkowyski                                | Krzysztof (zm. 1715) starosta wołkowyski                                | Krzysztof (zm. 1715) starosta wołkowyski                                | Krzysztof (zm. 1715) starosta wołkowyski                                | Krzysztof (zm. 1715) starosta wołkowyski                                | Krzysztof (zm. 1715) starosta wołkowyski                                |  |  | Kazimierz starosta żylicki x. Katarzyna Kęsowska                                               | Kazimierz starosta żylicki x. Katarzyna Kęsowska                                               | Kazimierz starosta żylicki x. Katarzyna Kęsowska                                               | Kazimierz starosta żylicki x. Katarzyna Kęsowska                                               | Kazimierz starosta żylicki x. Katarzyna Kęsowska                                               | Kazimierz starosta żylicki x. Katarzyna Kęsowska                                               |
|                                                                |                                                                |                                                                |                                                                |                                                                |                                                                |  |  | | | | | | |  |  | | | | | | |  |  |                                                                         |                                                                         |                                                                         |                                                                         |                                                                         |                                                                         |  |  |                                                                                                |                                                                                                |                                                                                                |                                                                                                |                                                                                                |                                                                                                |
|                                                                |                                                                |                                                                |                                                                |                                                                |                                                                |  |  | Jerzy Olędzki (zm. ok. 1658) sędzia ziemski wołkowyski x. Justyna Bychowiec pisarzówna grodzka lidzka | Jerzy Olędzki (zm. ok. 1658) sędzia ziemski wołkowyski x. Justyna Bychowiec pisarzówna grodzka lidzka | Jerzy Olędzki (zm. ok. 1658) sędzia ziemski wołkowyski x. Justyna Bychowiec pisarzówna grodzka lidzka | Jerzy Olędzki (zm. ok. 1658) sędzia ziemski wołkowyski x. Justyna Bychowiec pisarzówna grodzka lidzka | Jerzy Olędzki (zm. ok. 1658) sędzia ziemski wołkowyski x. Justyna Bychowiec pisarzówna grodzka lidzka | Jerzy Olędzki (zm. ok. 1658) sędzia ziemski wołkowyski x. Justyna Bychowiec pisarzówna grodzka lidzka |  |  | Teofil (zm. 1707) marszałek wołkowyski x1. Helena Mokłokówna sędzianka ziemska nowogrodzka x2. Eufrozyna Połubińska wojewodzianka nowogrodzka | Teofil (zm. 1707) marszałek wołkowyski x1. Helena Mokłokówna sędzianka ziemska nowogrodzka x2. Eufrozyna Połubińska wojewodzianka nowogrodzka | Teofil (zm. 1707) marszałek wołkowyski x1. Helena Mokłokówna sędzianka ziemska nowogrodzka x2. Eufrozyna Połubińska wojewodzianka nowogrodzka | Teofil (zm. 1707) marszałek wołkowyski x1. Helena Mokłokówna sędzianka ziemska nowogrodzka x2. Eufrozyna Połubińska wojewodzianka nowogrodzka | Teofil (zm. 1707) marszałek wołkowyski x1. Helena Mokłokówna sędzianka ziemska nowogrodzka x2. Eufrozyna Połubińska wojewodzianka nowogrodzka | Teofil (zm. 1707) marszałek wołkowyski x1. Helena Mokłokówna sędzianka ziemska nowogrodzka x2. Eufrozyna Połubińska wojewodzianka nowogrodzka |  |  | Bogusław (zm. ok. 1723) płk. husarski JKM x. Zofia Niezabitowska        | Bogusław (zm. ok. 1723) płk. husarski JKM x. Zofia Niezabitowska        | Bogusław (zm. ok. 1723) płk. husarski JKM x. Zofia Niezabitowska        | Bogusław (zm. ok. 1723) płk. husarski JKM x. Zofia Niezabitowska        | Bogusław (zm. ok. 1723) płk. husarski JKM x. Zofia Niezabitowska        | Bogusław (zm. ok. 1723) płk. husarski JKM x. Zofia Niezabitowska        |  |  | Stanisław (zm. ok. 1740) starosta dziacki i żylicki x Zofia Bernowicz                          | Stanisław (zm. ok. 1740) starosta dziacki i żylicki x Zofia Bernowicz                          | Stanisław (zm. ok. 1740) starosta dziacki i żylicki x Zofia Bernowicz                          | Stanisław (zm. ok. 1740) starosta dziacki i żylicki x Zofia Bernowicz                          | Stanisław (zm. ok. 1740) starosta dziacki i żylicki x Zofia Bernowicz                          | Stanisław (zm. ok. 1740) starosta dziacki i żylicki x Zofia Bernowicz                          |
|                                                                |                                                                |                                                                |                                                                |                                                                |                                                                |  |  | Jerzy Olędzki (zm. ok. 1658) sędzia ziemski wołkowyski x. Justyna Bychowiec pisarzówna grodzka lidzka | Jerzy Olędzki (zm. ok. 1658) sędzia ziemski wołkowyski x. Justyna Bychowiec pisarzówna grodzka lidzka | Jerzy Olędzki (zm. ok. 1658) sędzia ziemski wołkowyski x. Justyna Bychowiec pisarzówna grodzka lidzka | Jerzy Olędzki (zm. ok. 1658) sędzia ziemski wołkowyski x. Justyna Bychowiec pisarzówna grodzka lidzka | Jerzy Olędzki (zm. ok. 1658) sędzia ziemski wołkowyski x. Justyna Bychowiec pisarzówna grodzka lidzka | Jerzy Olędzki (zm. ok. 1658) sędzia ziemski wołkowyski x. Justyna Bychowiec pisarzówna grodzka lidzka |  |  | Teofil (zm. 1707) marszałek wołkowyski x1. Helena Mokłokówna sędzianka ziemska nowogrodzka x2. Eufrozyna Połubińska wojewodzianka nowogrodzka | Teofil (zm. 1707) marszałek wołkowyski x1. Helena Mokłokówna sędzianka ziemska nowogrodzka x2. Eufrozyna Połubińska wojewodzianka nowogrodzka | Teofil (zm. 1707) marszałek wołkowyski x1. Helena Mokłokówna sędzianka ziemska nowogrodzka x2. Eufrozyna Połubińska wojewodzianka nowogrodzka | Teofil (zm. 1707) marszałek wołkowyski x1. Helena Mokłokówna sędzianka ziemska nowogrodzka x2. Eufrozyna Połubińska wojewodzianka nowogrodzka | Teofil (zm. 1707) marszałek wołkowyski x1. Helena Mokłokówna sędzianka ziemska nowogrodzka x2. Eufrozyna Połubińska wojewodzianka nowogrodzka | Teofil (zm. 1707) marszałek wołkowyski x1. Helena Mokłokówna sędzianka ziemska nowogrodzka x2. Eufrozyna Połubińska wojewodzianka nowogrodzka |  |  | Bogusław (zm. ok. 1723) płk. husarski JKM x. Zofia Niezabitowska        | Bogusław (zm. ok. 1723) płk. husarski JKM x. Zofia Niezabitowska        | Bogusław (zm. ok. 1723) płk. husarski JKM x. Zofia Niezabitowska        | Bogusław (zm. ok. 1723) płk. husarski JKM x. Zofia Niezabitowska        | Bogusław (zm. ok. 1723) płk. husarski JKM x. Zofia Niezabitowska        | Bogusław (zm. ok. 1723) płk. husarski JKM x. Zofia Niezabitowska        |  |  | Stanisław (zm. ok. 1740) starosta dziacki i żylicki x Zofia Bernowicz                          | Stanisław (zm. ok. 1740) starosta dziacki i żylicki x Zofia Bernowicz                          | Stanisław (zm. ok. 1740) starosta dziacki i żylicki x Zofia Bernowicz                          | Stanisław (zm. ok. 1740) starosta dziacki i żylicki x Zofia Bernowicz                          | Stanisław (zm. ok. 1740) starosta dziacki i żylicki x Zofia Bernowicz                          | Stanisław (zm. ok. 1740) starosta dziacki i żylicki x Zofia Bernowicz                          |
|                                                                |                                                                |                                                                |                                                                |                                                                |                                                                |  |  | | | | | | |  |  | | | | | | |  |  |                                                                         |                                                                         |                                                                         |                                                                         |                                                                         |                                                                         |  |  |                                                                                                |                                                                                                |                                                                                                |                                                                                                |                                                                                                |                                                                                                |
|                                                                |                                                                |                                                                |                                                                |                                                                |                                                                |  |  | Krzysztof (zm. 1669) podkomorzy wołkowyski                                                            | Krzysztof (zm. 1669) podkomorzy wołkowyski                                                            | Krzysztof (zm. 1669) podkomorzy wołkowyski                                                            | Krzysztof (zm. 1669) podkomorzy wołkowyski                                                            | Krzysztof (zm. 1669) podkomorzy wołkowyski                                                            | Krzysztof (zm. 1669) podkomorzy wołkowyski                                                            |  |  | Dionizy (zm. ok. 1705) pisarz grodzki wołkowyski x. Anna Samborzanka → Gałąź Chrustowska                                                      | Dionizy (zm. ok. 1705) pisarz grodzki wołkowyski x. Anna Samborzanka → Gałąź Chrustowska                                                      | Dionizy (zm. ok. 1705) pisarz grodzki wołkowyski x. Anna Samborzanka → Gałąź Chrustowska                                                      | Dionizy (zm. ok. 1705) pisarz grodzki wołkowyski x. Anna Samborzanka → Gałąź Chrustowska                                                      | Dionizy (zm. ok. 1705) pisarz grodzki wołkowyski x. Anna Samborzanka → Gałąź Chrustowska                                                      | Dionizy (zm. ok. 1705) pisarz grodzki wołkowyski x. Anna Samborzanka → Gałąź Chrustowska                                                      |  |  | Jerzy Olędzki (zm. ok. 1740) marszałek wołkowyski x. Teodora Pakoszówna | Jerzy Olędzki (zm. ok. 1740) marszałek wołkowyski x. Teodora Pakoszówna | Jerzy Olędzki (zm. ok. 1740) marszałek wołkowyski x. Teodora Pakoszówna | Jerzy Olędzki (zm. ok. 1740) marszałek wołkowyski x. Teodora Pakoszówna | Jerzy Olędzki (zm. ok. 1740) marszałek wołkowyski x. Teodora Pakoszówna | Jerzy Olędzki (zm. ok. 1740) marszałek wołkowyski x. Teodora Pakoszówna |  |  | Stefan Olędzki (zm. 1771) koniuszy litewski x. Konstancja Pakoszówna chorążanka nadw. litewska | Stefan Olędzki (zm. 1771) koniuszy litewski x. Konstancja Pakoszówna chorążanka nadw. litewska | Stefan Olędzki (zm. 1771) koniuszy litewski x. Konstancja Pakoszówna chorążanka nadw. litewska | Stefan Olędzki (zm. 1771) koniuszy litewski x. Konstancja Pakoszówna chorążanka nadw. litewska | Stefan Olędzki (zm. 1771) koniuszy litewski x. Konstancja Pakoszówna chorążanka nadw. litewska | Stefan Olędzki (zm. 1771) koniuszy litewski x. Konstancja Pakoszówna chorążanka nadw. litewska |
|                                                                |                                                                |                                                                |                                                                |                                                                |                                                                |  |  | Krzysztof (zm. 1669) podkomorzy wołkowyski                                                            | Krzysztof (zm. 1669) podkomorzy wołkowyski                                                            | Krzysztof (zm. 1669) podkomorzy wołkowyski                                                            | Krzysztof (zm. 1669) podkomorzy wołkowyski                                                            | Krzysztof (zm. 1669) podkomorzy wołkowyski                                                            | Krzysztof (zm. 1669) podkomorzy wołkowyski                                                            |  |  | Dionizy (zm. ok. 1705) pisarz grodzki wołkowyski x. Anna Samborzanka → Gałąź Chrustowska                                                      | Dionizy (zm. ok. 1705) pisarz grodzki wołkowyski x. Anna Samborzanka → Gałąź Chrustowska                                                      | Dionizy (zm. ok. 1705) pisarz grodzki wołkowyski x. Anna Samborzanka → Gałąź Chrustowska                                                      | Dionizy (zm. ok. 1705) pisarz grodzki wołkowyski x. Anna Samborzanka → Gałąź Chrustowska                                                      | Dionizy (zm. ok. 1705) pisarz grodzki wołkowyski x. Anna Samborzanka → Gałąź Chrustowska                                                      | Dionizy (zm. ok. 1705) pisarz grodzki wołkowyski x. Anna Samborzanka → Gałąź Chrustowska                                                      |  |  | Jerzy Olędzki (zm. ok. 1740) marszałek wołkowyski x. Teodora Pakoszówna | Jerzy Olędzki (zm. ok. 1740) marszałek wołkowyski x. Teodora Pakoszówna | Jerzy Olędzki (zm. ok. 1740) marszałek wołkowyski x. Teodora Pakoszówna | Jerzy Olędzki (zm. ok. 1740) marszałek wołkowyski x. Teodora Pakoszówna | Jerzy Olędzki (zm. ok. 1740) marszałek wołkowyski x. Teodora Pakoszówna | Jerzy Olędzki (zm. ok. 1740) marszałek wołkowyski x. Teodora Pakoszówna |  |  | Stefan Olędzki (zm. 1771) koniuszy litewski x. Konstancja Pakoszówna chorążanka nadw. litewska | Stefan Olędzki (zm. 1771) koniuszy litewski x. Konstancja Pakoszówna chorążanka nadw. litewska | Stefan Olędzki (zm. 1771) koniuszy litewski x. Konstancja Pakoszówna chorążanka nadw. litewska | Stefan Olędzki (zm. 1771) koniuszy litewski x. Konstancja Pakoszówna chorążanka nadw. litewska | Stefan Olędzki (zm. 1771) koniuszy litewski x. Konstancja Pakoszówna chorążanka nadw. litewska | Stefan Olędzki (zm. 1771) koniuszy litewski x. Konstancja Pakoszówna chorążanka nadw. litewska |